# Горлиця енганойська
Горлиця енганойська (Macropygia cinnamomea) — вид голубоподібних птахів родини голубових (Columbidae). Ендемік Індонезії. До 2016 вважався підвидом індонезійської горлиці.

## Поширення і екологія
Енганойські горлиці є ендеміками тропічних лісів острова Енгано.